# Miss Model of the World
Miss Model of the World je mezinárodní soutěž krásy. Soutěž se poprvé pořádala v roce 1988 v tureckém Istanbulu. V roce 2004 byla soutěž přesunuta do Číny.

## Úspěchy českých reprezentantek

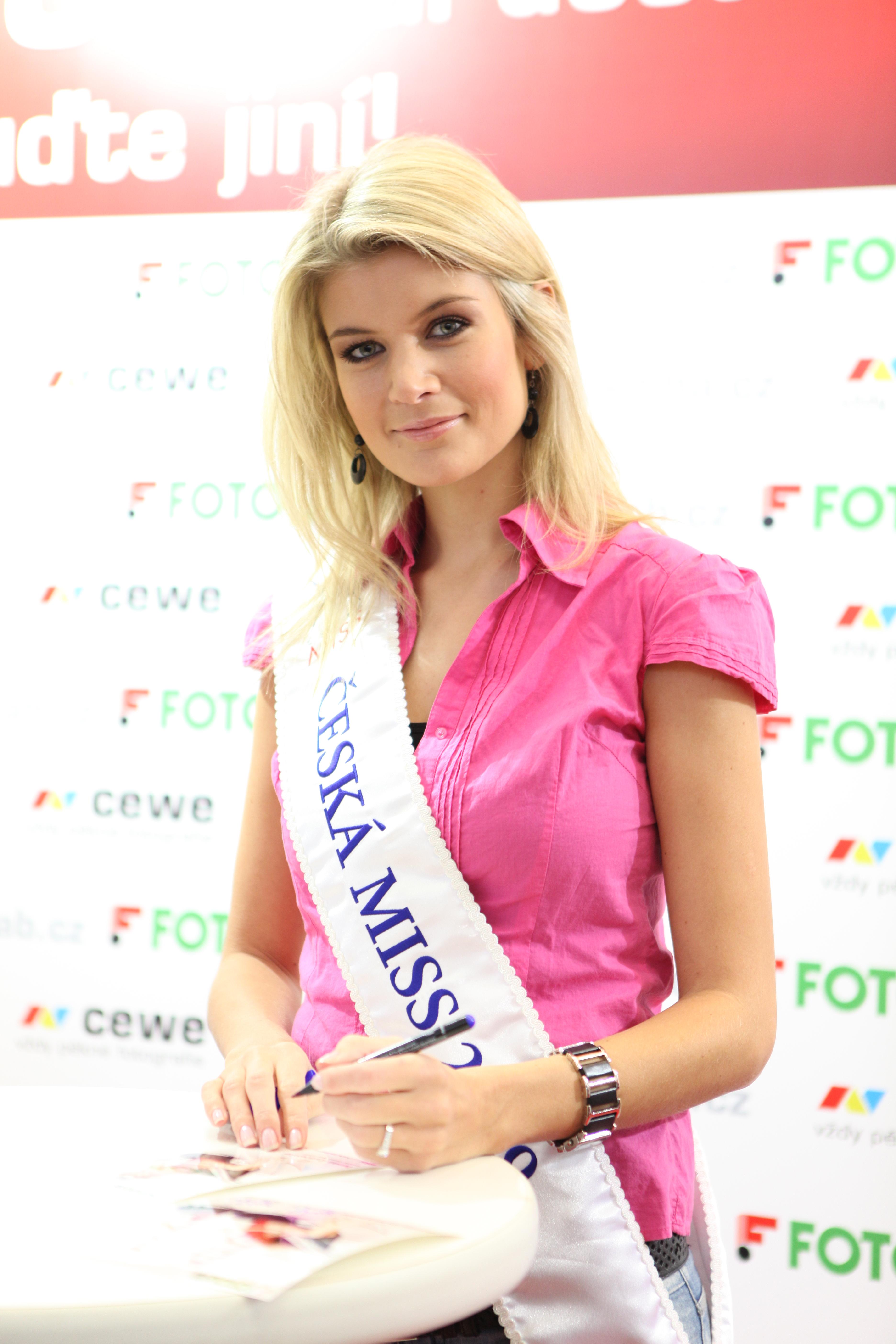
Miss Model of the World 2007 Iveta Lutovská

| Miss Model of the World      | Miss Model of the World | Miss Model of the World | Miss Model of the World |
| Ročník                       | Jméno a příjmení        | Umístění                |                         |
| ---------------------------- | ----------------------- | ----------------------- | ----------------------- |
| Miss Model of the World 2007 | Iveta Lutovská          | vítězka                 |                         |
|                              |                         |                         |                         |
| Finalistky                   |                         |                         |                         |
| Ročník                       | Jméno a příjmení        | Umístění                |                         |
| Miss Model of the World 2002 | Renata Janečková        | 4. místo (TOP 5)        |                         |
| Miss Model of the World 2011 | Michaela Dihlová        | 4. místo (TOP 5)        |                         |
|                              |                         |                         |                         |
| Semifinalistky               |                         |                         |                         |
| Ročník                       | Jméno a příjmení        | Umístění                |                         |
| Miss Model of the World 2008 | Alice Kořenková         | TOP 15                  |                         |
| Miss Model of the World 2006 | Kateřina Suchárová      | TOP 30                  |                         |